# 블렌드 S
블렌드 S(Blend S, ブレンド・S)는 나카야마 미유키가 쓰고 그린 일본의 4컷 만화 만화이다. 호분샤의 망가 타임 키라라 캐럿 매거진 2013년 10월호에 첫 등장했다. A-1 Pictures가 제작한 12부작 애니메이션 TV 시리즈로 2017년 10월부터 12월까지 방영되었다.

## 줄거리
여고생 마이카 사쿠라노미야는 웃을 때 무서운 외모 때문에 아르바이트를 구하는 데 어려움을 겪는다. 그러나 그녀는 어느 날 웨이트리스에게 츤데레, 여동생과 같은 독특한 특성을 부여하는 카페 스티레이(Stile)의 매니저이기도 한 이탈리아 남자에게 스카우트된다. 마이카는 외모 때문에 가학적인 특성을 갖고 있으며 고객, 특히 마조히즘적인 고객에게 서비스를 제공할 때 지배적이고 잔인한 인물을 응대해야 한다.